# Trioleína

Trioleína é o triacilglicerol formado a partir do ácido oleico, sendo, portanto, uma gordura insaturada ômega 9.
A trioleína é usada em membranas semipermeáveis  para coletar compostos orgânicos como uma forma de amostragem passiva, para análise da água.
A trioleína é produzida a partir do óleo de oliva.
A mistura, na proporção 4:1, de trioleína e trierucina, o triacilglicerol derivado do ácido erúcico, forma o óleo de Lorenzo.